# Gisr el-Mudir

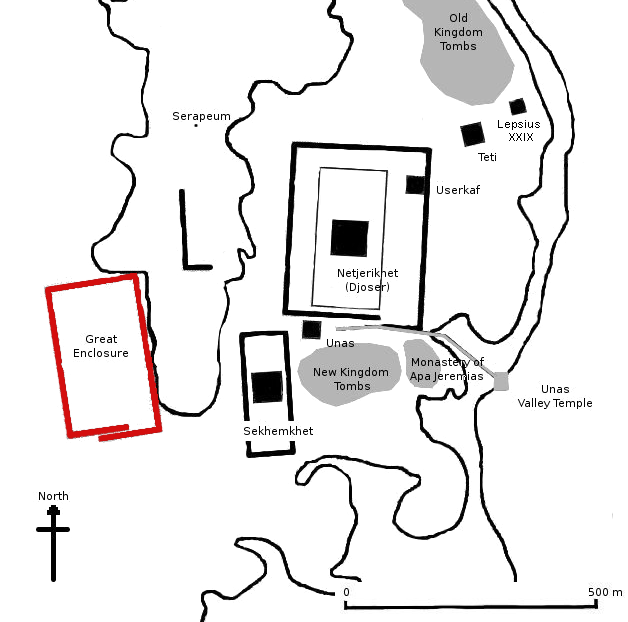
Karte von Sakkara mit der Lage des Gisr el-Mudir (Great Enclosure, rot)

Gisr el-Mudir (arab. جسر المدير; deutsch wörtl. „Damm des Direktors“), auch unter der englischen Bezeichnung Great Enclosure (dt. „Große Einfriedung“) bekannt, ist das älteste bekannte aus behauenem Stein gemauerte, monumentale Bauwerk in Ägypten und befindet sich in Sakkara, einige hundert Meter westlich der Djoser-Pyramide und der Sechemchet-Pyramide. Die ursprüngliche und eigentliche Funktion des Bauwerks ist noch nicht geklärt.

## Baudetails
Die Struktur besteht aus einem von Nord nach Süd ausgerichteten Mauerrechteck mit einem Umfang von etwa 650 m × 350 m. Die Mauer besteht aus zwei äußeren Wänden aus roh behauenem Kalkstein im Abstand von 15 m, deren Zwischenraum mit Bruchsteinen, Kies und Sand gefüllt ist. In der nordwestlichen Ecke ist die Mauer über 15 Steinlagen bis in eine Höhe von 4,5 bis 5 m erhalten. Die Art des Mauerwerks deutet auf eine ursprüngliche Höhe von etwa 10 m hin. Im Süden ist der Erhaltungsgrad der Mauern deutlich schlechter als im Norden. Auf der Südseite gab es vermutlich eine Überlappung der Mauern, die so einen Eingang bildeten, da die westliche Mauer der Struktur 30 m kürzer ist als die östliche. Diese Form wiederholt sich auch beim großen Graben der Djoser-Pyramide.
Die Mauer wurde vermutlich fertiggestellt, doch im eingeschlossenen Areal wurden keine Überreste einer Bebauung gefunden, sodass eine Pyramide oder Mastaba als Zentrum ausgeschlossen werden können, da diese Bauten vor der Fertigstellung der Umfassungsmauern hätten errichtet werden müssen. Ein kleineres Gebäude könnte an der Nordwestecke des Geländes existiert haben, da dort zahlreiche Steinfragmente aus Kalkstein, Rosengranit und Basalt gefunden wurden. Ein ursprünglich in der Mitte registrierter Hügel erwies sich als Schutt der Ausgrabung eines Grabes aus der griechischen Epoche durch Perring.
Der bei vielen Monumenten verzeichnete Steinraub betraf das Gisr el-Mudir in deutlich geringerem Maße als andere Bauwerke, was vermutlich auf die geringe Qualität der verwendeten Steine zurückzuführen ist. 
Nördlich und nordöstlich von Gisr el-Mudir finden sich Überreste ähnlicher Strukturen.

## Erforschung

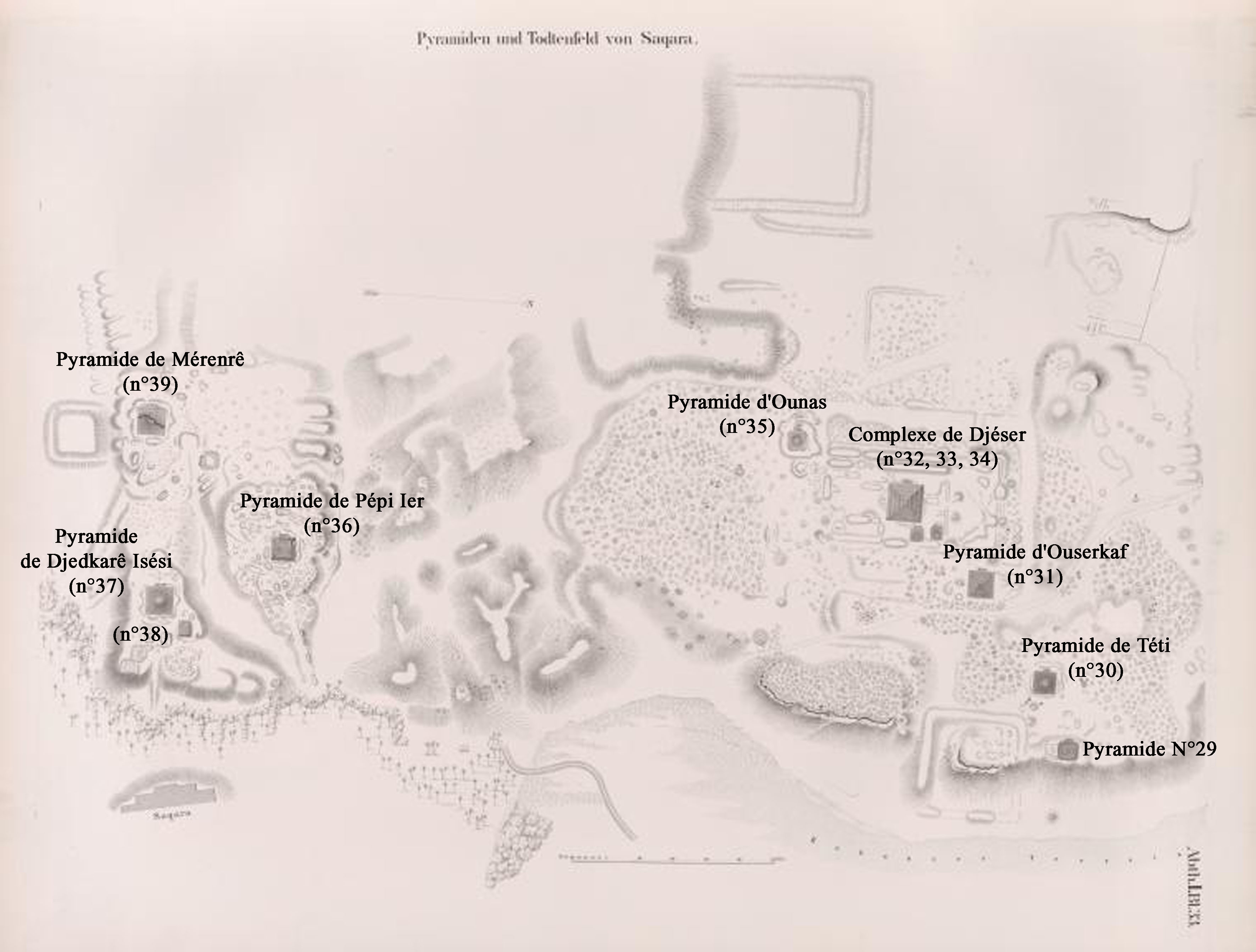
Karte der Lepsius-Expedition von Sakkara (1842). Der nördliche Teil des Gisr el-Mudir ist südwestlich der Djoser-Pyramide zu erkennen (Norden ist rechts)

Bereits bei der Erforschung Sakkaras durch John Shae Perring im Jahre 1837 wurden die Umrisse der Einfriedung entdeckt. Sie wurde ebenfalls von Karl Richard Lepsius (1842–46) und Jacques de Morgan (1897) bemerkt, aber es fand keine Erforschung statt.
Die ersten Ausgrabungen fanden 1947–48 unter dem damaligen Direktor des Supreme Council of Antiquities Abdel Salam Hussein statt. Dessen Spitzname „el-Mudir“ (= der Chef) war Namensgeber für die heutige Bezeichnung Gisr el-Mudir. Resultate dieser Ausgrabungen wurden nicht veröffentlicht.
Systematische Untersuchungen wurden erst in den 1990er Jahren von Archäologen des National Museum of Scotland durchgeführt, wobei auch Techniken wie Magnetometrie und Bodenradar zum Einsatz kamen. Vor den Ausgrabungen wurde die Struktur als ein unvollendeter Pyramidenbezirk der 3. Dynastie angesehen. Keramikscherben aus der Mauerfüllung werden der 2. Dynastie zugeordnet und lassen den Schluss der Einordnung des Komplexes auf das Ende der 2. Dynastie (Ende 28. Jahrhundert v. Chr.) zu. Damit ist Gisr el-Mudir das bislang älteste bekannte Bauwerk Ägyptens, für das ausschließlich behauene Steine als Baumaterial verwendet wurden.
Ein Erbauer der Struktur konnte aus den Funden bisher noch nicht nachgewiesen werden. Rainer Stadelmann sieht einen Bezug dieser Strukturen zu zwei südlich des Djoser-Komplexes gelegenen Galeriegräbern der 2. Dynastie, die Hetepsechemui oder Raneb und Ninetjer zugeschrieben werden. Seiner Meinung nach verhalten sich die leeren Rechteckstrukturen zu den Gräbern ähnlich wie in Abydos die Talbezirke zu den Gräbern. Andere Forscher schreiben die Struktur aufgrund von Ähnlichkeiten zu dessen Einfriedung in Abydos Chasechemui zu, da diesem auf dem Palermostein die Errichtung eines Steinbauwerks namens Men-Netjeret zugeschrieben wird und die zeitliche Einordnung des Gisr el-Mudir passend ist. Vermutlich stellten die Rechteckstrukturen ein Übergangselement von den Einfriedungen in Abydos zur Einfriedung des Djoser-Pyramidenkomplexes dar.